# Masashi Ozaki
Masashi Ozaki ( 尾崎 将司?; Distretto di Kaifu, 24 gennaio 1947) è un golfista giapponese, conosciuto anche con il soprannome di Jumbo Ozaki  ( ジャンボ尾崎?) per la sua imponente statura e la lunghezza dei suoi colpi sul campo.
Tra il 1989 e il 1988 è stato per quasi duecento settimane tra i primi dieci giocatori della classifica dell'Official World Golf Rankings. È il giocatore più vittorioso della storia del Japan Golf Tour, dove si è piazzato per 12 volte al primo posto della money list annuale e ha vinto 94 tornei.
Ha partecipato per 18 volte al Masters, ottenendo come migliore risultato l'ottavo posto nel 1973. Il suo miglior piazzamento nei quattro tornei major è il sesto posto nell'U.S. Open del 1989.
In carriera ha vinto complessivamente 113 tornei.
Nonostante abbia superato i sessant'anni di età continua tuttora a giocare regolarmente nel Japan Golf Tour.